# ملك زادة (شبستر)
ملك زادة هي قرية في مقاطعة شبستر، إيران. عدد سكان هذه القرية هو 957 في سنة 2006.